# Walikale

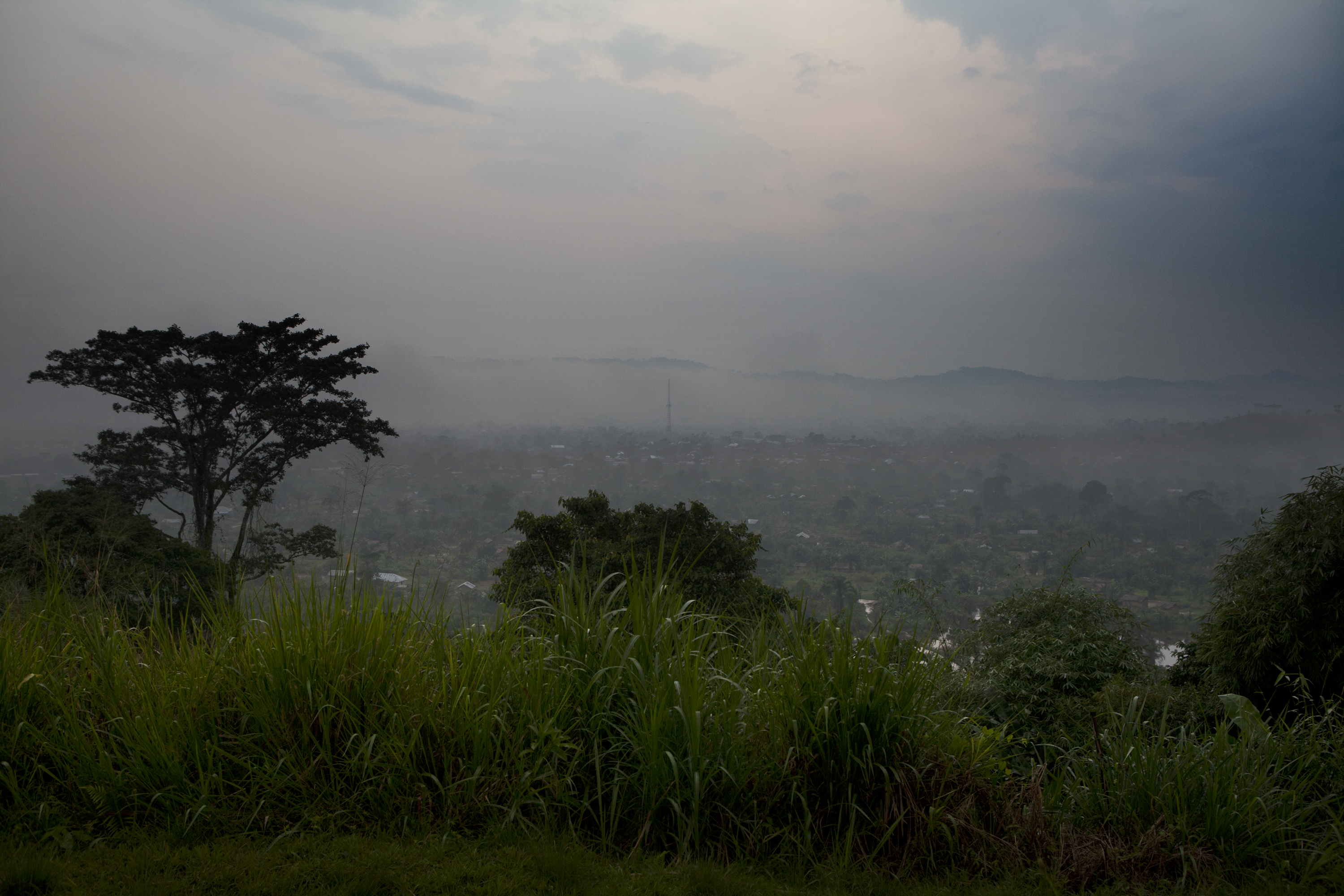
Imagen de Walikale

Walikale es un territorio situado en la provincia Kivu del norte, en la República Democrática del Congo. La localidad se encuentra entre Bukavu y Lubutu (en la provincia Maniema ) en la Ruta nacional 2 en el valle del río Lulaba, a 135 km al occidente de Goma. 
Walikale es rica en casiterita, un mineral que se puede transformar en estaño. En 2008, los recursos de casiterita de Walikalewere estaban ampliamente controlados por el señores de la guerra empoderados gracias a la guerra de Kivu. En particular, la 85 brigada renegada del FARDC, bajo órdenes del coronel Samy Matumo controlaba la mina de Bisie, hasta principios de 2009, cuando fue reemplazado por elementos de integración acelerada de la FARDC.
El FDLR continuó sus actividades en el territorio, con ataques en mayo de 2009 en Busurungi, en la zona limítrofe con Kivu del Sur. Busurungi tiene cerca de 7.000 habitantes repartidos entre los poblados de Busurungi, Moka, Nyamimba, Kichanga, Katokoro, Kifuruka, Bunyamisimbwa, Kilambo, Ndaboye, Kahunju, Tuonane, Kamanyola, Kamaito, Kasebunga y Kitemera.

## Territorio
El territorio está dividido en dos colectividades, la de Bakano con 4.238 km², y la de Wanianga con 19.237 km². Comprende quince groupements que suman noventa localidades. Walikale es la mayor provincia de Kivu del Norte, ocupando el 39,46 % de su superficie.
Muchos grupos armados, por lo general exmiembros de los Interahamwe o de las milicias de Laurent Nkunda, controlan los bosques y han desplazado a una proporción significativa de la población hacia centros urbanos. Estos grupos armados por lo general cometen robos y violencia contra las personas, así como delitos relacionados con la caza furtiva de especies protegidas.
El territorio está compuesto por varias ecorregiones terrestres y agua. Hay mosaico de selva y sabana al nororiente, y bosques húmedos tropicales y terrenos agrícolas al suroriente y en Gilbertiodendron y Uapaca en el extremo occidental de la provincia.

### Población
Los siguientes son los principales pueblos que habitan este territorio:
- KanoKano
- Kumu
- KusuKusu
- Hunde
- TemboTembo
- Mbuti (pigmeos)
- Nyanga